# Карама (Зілаїрський район)
Карама — скасований населений пункт на території сучасного Зілаїрського району Республіки Башкортостан (раніше — Кананікольська волость, Зілаїрський кантон, Башкирська АРСР).
Тут народився Герой Радянського Союзу Микола Іванович Лазарєв (1926-1998).
За переписом 1920 року хутір населяли переважно росіяни. Кількість домогосподарств у 1925 році — 10, відстань до центру волості села Кананікольське — 42 версти (Населені пункти Башкортостану, С. 234).
Хутір знаходився на території Успенської сільради. У часи Хрущовської реформи скасовано Успенську сільраду і її населені пункти: х. Авашла, х. Карама, х. Києво-Нікольський, х. Павленський, х. Успенка.